# 龐塞號船塢登陸艦
龐塞號船塢登陸艦（USS Ponce）是一艘美國奧斯汀級船塢登陸艦。龐塞號船塢登陸艦於1971年服役，大部分時間都在美國東海岸，也曾航行至大西洋和地中海，並參與2011年利比亞內戰。龐塞號船塢登陸艦原本將在2012年退役，但之後轉換為海上前進集結基地（Afloat Forward Staging Base）的概念测试平台，编号从LPD-15变为AFSB(I)-15。转换后，龐塞號船塢登陸艦也試驗了其他新技术和计划，如雷射武器系統测试和美國陸軍直升機互操作性演练。於2017年10月14日退役。

## 外部連結
- 官方网站
- USS Ponce AFSB(I)-15 （页面存档备份，存于）
- . Naval History & Heritage Command.   [2017-07-20]. （原始内容存档于2012-09-25）.